# جائزة نيوزيلندا الكبرى 1974
جائزة نيوزيلندا الكبرى 1974 هو سباق فورمولا 1 أقيم بتاريخ 19 يناير 1974 في كرايستشرش، نيوزيلندا.